# Koszary Kantonistów
Koszary Kantonistów, także Koszary Inwalidów – budynek na terenie Łazienek Królewskich w Warszawie. Siedziba Muzeum Łowiectwa i Jeździectwa.

## Opis
Budynek na planie wydłużonego prostokąta został wzniesiony w latach 1826–1828. Projektantem był Jakub Kubicki lub Henryk Minter.
Jest to podpiwniczony budynek koszarowy o dwóch kondygnacjach i strychem użytkowym. Ma prosty, klasycystyczny wygląd.
Według Encyklopedii Orgelbranda kantonista to kandydat, przeznaczony do służby wojskowej, wybierany jako rekrut z pewnego okręgu czyli kantonu. Znaczenie to odnosi się do zasad poboru do armii pruskiej wprowadzonych w 1733 przez Fryderyka I i obowiązujących do 1813.
Od 1 lipca 1983 w budynku mieści się Muzeum Łowiectwa i Jeździectwa.